# Clerota melanopteroides
Clerota melanopteroides är en skalbaggsart som beskrevs av Alexis och Delpont 1998. Clerota melanopteroides ingår i släktet Clerota och familjen Cetoniidae. Inga underarter finns listade i Catalogue of Life.